# دورا یاکشیج
دورا یاکشیج (سیریلیک صربی: Георгије "Ђура" Јакшић؛ ۲۷ ژوئیهٔ ۱۸۳۲ – ۱۶ نوامبر ۱۸۷۸) شاعر، نویسنده، نقاش، و نمایشنامه‌نویس اهل بوهم بود.